# Сийах Галеш
Сийах Галеш, также Сийо Голыш (тал. Сијаһ Галеш, Сијо Голыш) — божество, покровитель скота в талышской мифологии.

## Этимология
Сийах Галеш дословно с талышского языка переводится, как «Чёрный пастух».

## Описание
Сийах Галеш считается главным хозяином и стражем скота, его имя указывает на то, что изначально для него приоритетным был крупный рогатый скот. И по сей день в современных прикаспийских диалектах термин «gāleš» («галеш») указывает на пастуха крупного рогатого скота, тогда как пасущего отары овец называют термином «kurd»(«курд», «кырд»).
Сийах Галеш незримо повсюду сопровождает пасущиеся стада, возвращает домой отбившихся от стада коров, усмиряет и наказывает непокорных животных, ослушавшихся пастуха, слегка раня их, запутывая ноги веревкой, подкрадываясь и пугая так, что порой животное падает, а особо провинившихся даже вбивает рогами в землю вверх ногами. Избавить животное от наказания Чёрного Пастуха может лишь сам хозяин. Прежде чем привязать строптивое животное он должен провести рукой над головой коровы, упоминая Аллаха, и очертить ножом круг вокруг неё. Если же ноги животного запутаны верёвкой, то прежде чем разрезать её, хозяин должен проделать магическую процедуру — очертит такой же круг, вылить воду на голову корове, накрыть ей морду платком и прочитать молитву. Уже в этих элементах защиты животного от наказания Чёрного Пастуха, легко усматривается частично демонизированная природа доисламского божества-покровителя.
Сийах Галеш поощряет заботливых пастухов и хозяев скотины, одаривая их волшебной чёрной верёвочкой, приносящей удачу, способствующей приросту скота и увеличению удоя. Ещё один дар Сийах Галеша — волшебно яичко или кусок мяса, которые следует положить соответственно в мешок с рисом и обеденный котелок, чтобы запасы продуктов в доме не иссякали. Но тот, кому подобный дар достался, должен хранить его в тайне — иначе чудо исчезнет. Чтобы угодить Сийах Галешу, хозяин скотины должен бережно обращаться с животными, особенно беременными и молодняком, держать в идеальной чистоте хлев.
Сийах Галеш не живёт в людской среде; он предпочитает быть рядом с животными, чтобы их охранять. Есть такое поверье, что по пятницам (это выходной день, когда люди делают покупки на рынках), Сийах Галеш появляется на рынке в образе старика и продает молочные продукты. Кто у него что-нибудь купит, тот всегда будет иметь у себя дома такие продукты.
Сходство образов Сийах Галеша и Сийо Чыхо наталкивает на мысль, что эти культы в раннюю эпоху были единым образом, а потом разделились и развивались отдельно. Их позднее осмысление в качестве двух отдельных персонажей вполне может быть связано со спецификой уклада жителей северного Талыша, перешедших в определённый период от отгонного скотоводства к оседлому земледелию и преобразовавших некогда исконно пастушеское божество в новое качество — духа судьбы, в том числе приносящего удачу в разных сферах жизнедеятельности человека.

## Надзор за охотой
Как отголосок древних времен и по сей день в талышском этническом сознании сохранилось поверье, что в ночное время нельзя выносить из дома молоко, творог и другие молочные продукты, а в некоторых вариантах поверий — даже употреблять их до рассвета, ибо они становятся достоянием демонических сил, неизменно приносящих несчастье. В этом смысле образ Сийах Галеш вполне генетически восходит к образу авестийских персонажей, покровительствующих людям в их добрых словах, мыслях и делах. В Авесте имеется схожий персонаж — Геуш Урван (Душа Быка), покровительствующий домашнему скоту. Хотя В. А. Аракелова параллели Сийо Голыш и Геуш Урван считает необоснованными, иранский исследователь Али Абдоли считает их единым генетическим узлом, сохранившимся только в верованиях талышей и галешей (горных талышей, ведущих в гористой местности пастушеский образ жизни).
Предания описывают Сийах Галеша как дикого нелюдимого пастуха, который пасёт свои стада в местности — природном заповеднике, носящем его же имя. Охотится здесь нельзя, а ослушавшегося ждёт кара Чёрного Пастуха — их находят мертвыми, а некоторых после охоты преследует беда.
Надзор Сийах Галеша за процессом охоты значительно расширяет его домен, выводя его за рамки покровителя скотоводства и наделяя статусом покровителя фауны в целом, включая диких животных. Традиционная охотничья этика предписывает брать у природы только необходимое, а количество дозволенной добычи зависит от благосостояния, нравственного облика и прочих факторов. В случае с Чёрным Пастухом традиция отмечает, что убитые охотником животные — отнюдь не случайные жертвы, а проклятые Сийах Галешем за какие-либо проступки. Задумавшего взять у природы больше необходимого Сийах Галеш сначала предупреждает каким-либо знаком (например, поломкой оружия или легким ранением). Если же человека и это не остановит, его ждёт проклятие Чёрного Пастуха — охотник бесследно пропадает в лесу или в горах, или же его находят мёртвым.

## Образ Сийах Галеша
В народных поверьях талышей, Сийах Галеш предстает и в других обличиях: то он — закутанный в чёрную шерсть старик-невидимка с посохом в руке, то — здоровый смуглолицый юноша. Компаньоном Чёрного Пастуха часто выступает его любимец — огромный олень, а порой и сам Сийах Галеш появляется в облике оленя или газели. Тех, кому удастся распознать Чёрного Пастуха в одном из его обличий, или тех, кому он — за какие-либо заслуги или особые качества — откроется сам, ждёт перемена к лучшему — удача, богатство и счастье будут сопутствовать такому человеку всегда, покуда он хранит в тайне свою встречу.